# 3838 Epona
3838 Epona è un asteroide near-Earth. Scoperto nel 1986, presenta un'orbita caratterizzata da un semiasse maggiore pari a 1,5047971 UA e da un'eccentricità di 0,7020735, inclinata di 29,24630° rispetto all'eclittica.